# Baron Banbury of Southam

Wappen der Barone Banbury of Southam

Baron Banbury of Southam, of Southam in the County of Warwick, ist ein erblicher britischer Adelstitel in der Peerage of the United Kingdom.
Heutiger Familiensitz der Barone ist The Mill bei Fossebridge in Gloucestershire.

## Verleihung
Der Titel wurde am 21. Januar 1924 für den Geschäftsmann und konservativen Politiker Sir Frederick Banbury, 1. Baronet geschaffen. Diesem war bereits am 6. Januar 1903 der fortan nachgeordnete Titel Baronet, of Warneford Place in the Parish of Highworth in the County of Wilts, verliehen worden.
Heutiger Titelinhaber ist seit 1981 dessen Urenkel Charles Banbury als 3. Baron.

## Liste der Barone Banbury of Southam (1924)
- Frederick Banbury, 1. Baron Banbury of Southam (1850–1936)
- Charles Banbury, 2. Baron Banbury of Southam (1915–1981)
- Charles Banbury, 3. Baron Banbury of Southam (* 1953)

Aktuell existiert kein Titelerbe.